# پدرو برخس
پدرو برخس (اسپانیایی: Pedro Bergés‎؛ ۱۹۰۶ – ۱۹۷۸) بازیکن فوتبال اهل کوبا بود.
وی همچنین در تیم ملی فوتبال کوبا بازی کرده‌است.